# Ястребов, Иван Матвеевич
Ива́н Матве́евич Я́стребов (о. Иоанн) (1770 — 19 декабря 1853, Москва) — настоятель Покровского кафедрального храма на Рогожском кладбище (1803—1853) — духовного центра старообрядческой архиепископии Московской и всея Руси. За спасение православных святынь от наполеоновских захватчиков и восстановление церковной жизни в освобождённой Москве он может быть приравнен к героям Отечественной войны 1812 года.

## Биография
О. Иоанн (Ястребов) родился в 1770 году и до того, как 1803 года в возрасте 32 был приглашён в храм на Рогожском кладбище в Москве, служил в селе Пенье Юрьевского уезда Владимирской губернии.
Отведённое старообрядцам-поповцам в 1771 году для погребения и отпевания умерших во время свирепствовавшей в Москве чумы, Рогожское кладбище благодаря прихожанам — богатейшим и влиятельнейшим купцам-староверам — сделалось молитвенным центром русского старообрядческого мира.
Известный русский писатель Павел Иванович Мельников-Печерский, курировавший вопросы раскола в МВД Российской империи, в своих «Очерках поповщины» свидетельствует, что за всё время существования Рогожского кладбища о. Иоанн был наиболее уважаем, а за большой ум и начитанность, за ревность к распространению и упрочению старообрядчества, «за словеса учительные и пользительные» стяжал славу «крепкого адаманта и твёрдого хранителя святоотеческих законов и древлецерковного благочестия», а также начётчика — старообрядческого богослова.
В этом признании огромную роль сыграл подвиг о. Иоанна по спасению Рогожского кладбища и православных старообрядческих духовных ценностей от французской солдатни, бесчинствовавшей в захваченной Москве: «Будучи „попом-новиком“ и священствуя на Рогожском к 1812 году всего десять лет, поп Иван Матвеевич не бежал от войск французов, не вступил с ними в сговор, подобно многим другим, а схоронил от иноземных захватчиков иконы, книги и всё церковное имущество в кладбищенских могилах, с риском для жизни оставшись при них. Хотя ценности даже кремлёвских соборов сделались добычей наполеоновской армии. В память о спасении о. Иоанном рогожских православных ценностей сделана надпись в Рождественской часовне (ныне это зимний храм во имя Рождества Христова) кладбища».
После изгнания наполеоновской армии о. Иоанн возобновил старообрядческие службы в древней походной церкви, оставленной на кладбище по его просьбе казачьим атаманом Платовым, пожалованным графским достоинством за освобождение Москвы. В 2008 году напротив здания Старообрядческой митрополии установлен поклонный крест в память о герое Отечественной войны 1812 года атамане Донского казачьего войска старообрядце Матвее Ивановиче Платове (1753—1818). У казаков о. Иоанн пользовался огромным уважением и непререкаемым авторитетом.
В период царских гонений на старообрядчество и призывов т. н. «партии примирения» к исходу из староверия о. Иоанн посреди храма у Креста и Евангелия взметнул руку с двуперстным сложением и призвал молящихся: «Стойте в истинной вере и за правый крест до последней капли крови! Подходи и целуй крест и евангелие, кто против — выходи вон!», удержав тем самым паству от перехода в единоверие и воспротивившись стремлению царской власти подмять под себя старообрядцев с их капиталами.
В противодействие царской антистарообрядческой политике о. Иоанн убедил рогожских попечителей, а затем и съехавшихся на Рогожский собор 1832 года основных представителей старообрядчества (из Центральной России, всего Поволжья, Дона, Урала и Кавказа) утвердить епископство за границей и в 1847 году признал главенство белокриницкого митрополита, а позже епископов Софрония Симбирского и архиепископа Владимирского Антония.
В эти нелёгкие для старообрядцев годы особо доверенным лицом о. Иоанна стал основатель именитой династии московских купцов-староверов Михаил Яковлевич Рябушинский, перешедший в 1820 году в старообрядчество и записавшийся в Рогожскую общину. По свидетельству Владимира Иванова, биографа династии, Михаил Яковлевич, а позже и его старший сын Павел Михайлович добывали и хранили от царской власти для о. Иоанна в тайнике у себя дома старообрядческие реликвии. Поэтому неудивительно, что Павел Михайлович был женат первым браком на Анне Семёновне Фоминой — внучке о. Иоанна и перемазанца (перешедшего в старообрядчество) богатого купца-старообрядца из города Вольска Ивана Петровича Фомина, и, соответственно, дочери их детей — купеческого сына и поповской дочери, женившихся по сговору отцов.
Царская власть и господствующая при её поддержке церковь не могли не признать авторитета о. Иоанна. В литературе отмечается, что всесильный московский митрополит Филарет (Василий Дроздов) неоднократно предлагал о. Иоанну примириться с господствующим вероисповеданием, но так и не сломил его верность старообрядчеству.
П. И. Мельников-Печерский характеризовал о. Иоанна как умного и начитанного попа. Но тут же, не забывая подбросить полицейскую ложку дёгтя, называл его «хитрым, лукавым». Излагая версию о «падкости» батюшки на «греховную женскую лепоту», П. И. Мельников-Печерский (согласно исследователю В. В. Боченкову) обращается к исканиям и принципам официальной антистарообрядческой публицистики XVIII—XIX веков. Тем не менее, современники признавали непререкаемый авторитет о. Иоанна, благодаря которому иерею подчас «достаточно было одного слова или даже взгляда», чтобы его слушались беспрекословно и внимали сказанному.
Надпись на надгробном памятнике о. Иоанна гласит: «Под сим камнем погребено тело священноиерея Иоанна Матвеевича Ястребова, трудившегося паствою православных христиан при сём Рогожском кладбище 49 лет и 9 месяцев. Скончался 19 декабря 1853 года. Жития его было 83 года».

## Память
В память о старообрядческом иерее попе первой очереди Иване Матвеевиче Ястребове в кладбищенской конторе (ныне реставрируется) с 1853 года бережно сохранялось мягкое кресло на колёсиках, обитое зелёным сафьяном, на котором ослабевший к старости о. Иоанн отправлял церковные службы, а в главной комнате, в которой собирались советы старшин и попечителей, — портреты попа Ивана Матвеевича и попадьи его Афимьи.
Известны ныне проживающие в Москве прямые потомки о. Иоанна — Толоконниковы-Зимины — по линии младшей дочери Анны Семёновны Рябушинской (Фоминой) Александры Павловны Толоконниковой (Рябушинской).
В 2015 году старообрядческой митрополии Рогожского кладбища в лице Митрополита Московского и Всея Руси Корнилия РПСЦ от московской ветви потомков И. М. Ястребова Толоконниковых был преподнесён портрет о. Иоанна, написанный в 2014 году Н. Н. Толоконниковой.